# Thang điểm trong hệ thống giáo dục Việt Nam
Thang điểm trong hệ thống giáo dục Việt Nam sử dụng cho bậc Tiểu học, THCS, THPT và Đại học bao gồm các thang điểm: thang điểm 10, thang điểm chữ, thang điểm 4,vv....

## Thang điểm 10
Là thang điểm trong đó điểm số của học sinh, sinh viên được cho từ 0 đến 10. Đối với học sinh Tiểu học, vào cuối học kì I và cuối năm học, đối với các môn học: Tiếng Việt, Toán, Khoa học, Lịch sử và Địa lí, Ngoại ngữ, Tin học, Tiếng dân tộc có bài kiểm tra định kì.
Đối với lớp 4, lớp 5, có thêm bài kiểm tra định kì môn Tiếng Việt, môn Toán vào giữa học kì I và giữa học kì II.
Bài kiểm tra được giáo viên sửa lỗi, nhận xét, cho điểm theo thang 10 điểm và không cho điểm thập phân.
Ở Việt Nam, thang điểm 10 được quy định trong Quy chế đánh giá, xếp loại học sinh trung học cơ sở và học sinh trung học phổ thông (Ban hành kèm theo Quyết định số 40/2006/QĐ-BGDĐT ngày 05 tháng 10 năm 2006 của Bộ trưởng Bộ Giáo dục và Đào tạo) do Bộ trưởng Nguyễn Thiện Nhân kí và Quy chế Đào tạo đại học và cao đẳng hệ chính quy (Ban hành kèm theo Quyết định số 25/2006/QĐ-BGDĐT ngày 26/06/2006 của Bộ trưởng Bộ Giáo dục và Đào tạo) do Bộ trưởng Nguyễn Minh Hiển kí.

### Phân loại học sinh theo thang điểm 10
Tiêu chuẩn xếp loại học lực học sinh theo học kì và cả năm theo thang điểm 10:
| Hệ thống phân loại trên thang điểm 10 | Tương đương | Tương đương | Danh hiệu (tiếng Việt) | Tỉ lệ điểm số của học sinh (%) |
| ------------------------------------- | ----------- | ----------- | ---------------------- | ------------------------------ |
| 9-10                                  | A+          | 4.0         | Xuất sắc               | Khoảng 5% số học sinh          |
| 8-9                                   | A           | 3.5         | Giỏi                   | 5-10%                          |
| 7-8                                   | B+          | 3.0         | Khá                    | 20-25%                         |
| 5-7                                   | B           | 2.5         | Trung Bình             | 40-50%                         |
| <5                                    | D/F         | 1.0         | Không đạt / kém        | 5-10%                          |
|                                       |             |             |                        |                                |

## Thang điểm chữ
Là thang điểm ghi bằng chữ được sử dụng tại nhiều trường Đại học trên thế giới. Ở Việt Nam, thang điểm chữ được quy định tại Quy chế Đào tạo đại học và cao đẳng hệ chính quy theo hệ thống tín chỉ (Ban hành kèm theo Quyết định số 43/2007/QĐ-BGDĐT ngày 15 tháng 8 năm 2007 của Bộ trưởng Bộ Giáo dục và Đào tạo Việt Nam) do Thứ trưởng Bành Tiến Long ký.
Theo hệ thống tín chỉ tại Việt Nam, điểm đánh giá bộ phận và điểm thi kết thúc học phần được chấm theo thang điểm 10 (từ 0 đến 10), làm tròn đến một chữ số thập phân. Điểm học phần là tổng điểm của tất cả các điểm đánh giá bộ phận của học phần nhân với trọng số tương ứng. Điểm học phần làm tròn đến một chữ số thập phân, sau đó được chuyển thành điểm chữ như sau:
1. Phân loại  
- A (8.5 - 10)   Giỏi
- B (7.0 - 8.4)   Khá
- C (5.5 - 6,9)   Trung bình
- D (4.0 - 5,4)   Yếu
- F (dưới 4.0)  Kém

Ở một số trường đại học tại Việt Nam còn xét thêm B+ C+ D+, do đó loại đạt được đánh giá như sau:
- A (8.5- 10)   Giỏi
- B+ (8.0 - 8.4)  Khá giỏi
- B (7.0 - 7.9)  Khá
- C+ (6.5 - 6.9)  Trung bình khá
- C (5.5 - 6,4)  Trung bình
- D+ (5.0 - 5.4)  Trung bình yếu
- D (4.0 - 4.9)  Yếu
- F (dưới 4.0)  Kém[4]

Hầu hết các trường đại học Hoa Kỳ chỉ sử dụng chấp nhận tiêu chuẩn của A, B, C, D. Do đó, A +, B +, C + được chuyển đổi xuống mức A, B, C, D tương ứng.

## Thang điểm 4
Là thang điểm được quy đổi từ thang điểm chữ như sau.
- A tương ứng với 4
- B+ tương ứng với 3.5: xuất sắc
- B tương ứng với 3.2: giỏi
- C+ tương ứng với 2.5:khá
- C tương ứng với 2: trung bình
- D+ tương ứng với 1.5
- D tương ứng với 1
- F tương ứng với 0[4]

### Quy đổi từ thang điểm 4 sang thang điểm 10
Việc sử dụng cùng lúc hai loại thang điểm, thang điểm 4 theo phương pháp học chế tín chỉ và thang điểm 10 theo phương pháp học phần niên chế ở nhiều trường Đại học và Cao đẳng tại Việt Nam gây khó khăn cho các cơ quan tuyển dụng và các tổ chức cấp học bổng trong việc so sánh, đối chiếu thành tích học tập của sinh viên. Vì vậy người ta đề ra quy tắc quy đổi từ thang điểm 4 sang thang điểm 10.. Mặt khác, đây cũng là bước trung gian để quy đổi từ thang điểm 4 theo quy chế đào tạo tín chỉ sang thang điểm 100 trong Nghị định 29/2012/NĐ-CP về tuyển dụng, sử dụng và quản lý viên chức của Việt Nam ban hành năm 2012 (thang điểm 10 nhân với 10 thành thang điểm 100).